# Rue d'Inkermann
La rue Inkermann est une voie du centre-ville de Lille, dans le département du Nord, en France.

## Situation et accès
La rue d'Inkermann est une voie publique de la ville de Lille, en France. Elle fait la jonction entre la place de la République au sud et la place Sébastopol au nord. Elle est perpendiculaire à la Rue Solférino.

## Origine du nom
Elle doit son nom à la bataille d'Inkermann du 5 novembre 1854 pendant la guerre de Crimée.

## Historique
La rue d'Inkermann est créée lors de l'agrandissement de Lille de 1858 sur le territoire de la zone inconstructible qui entourait l'ancienne enceinte. L'emplacement de la rue est déclaré d'utilité publique par décret des 14 août 1862 et 2 juillet 1864, permettant de lancer des travaux de construction. La rue fait ainsi partie des rues érigées sous le Second Empire à Lille. Le nom de la rue, qui est un hommage à la bataille d'Inkerman, gagnée sur les Russes en novembre 1854, lui est donné le 2 octobre 1866,.
Une communauté de Dominicains s'installe dans la rue jusqu'en 1875.
En 1899, les architectes Albert Baert et Charles Boidin sont chargés par la ville de construire un grand immeuble de prestige à l'angle avec la place de la République face à la poste. Le logement où vécut  son enfance et adolescence l'académicien, journaliste de télévision Alain Decaux est situé dans cet immeuble. 
La rue est marquée par la présence de le siège de l'antenne du Parti communiste français dans la région depuis les années 1970.
Le grand immeuble du 14-16 rue d'Inkermann, qui abritait la Chambre des métiers et de l'artisanat, est rénovée en 2019.

## Bâtiments remarquables et lieux de mémoire
- A un numéro inconnu, François Mitterrand et Robert Mitterrand passaient leurs vacances durant leur enfance[6].
- N°2 à 8 : Hôtel des Cariatides. Naît à un étage l’historien et académicien Alain Decaux[7]. Une plaque commémore sa naissance au n°2[8].
- N°3 : Hôtel des Postes de Lille.
- N°14 à 16 : siège de la Chambre de métiers et de l'artisanat des Hauts de France.
- N°18 : siège de l'antenne du Parti communiste français dans les Hauts de France, et siège de la publication du journal Liberté Hebdo[9].